# Оносово (Борисоглебский район)
Оносово — село в Борисоглебском районе Ярославской области, входит в состав Инальцинского сельского поселения.

## География
Расположено в 15 км на юго-запад от центра поселения деревни Инальцино и в 28 км на юго-запад от райцентра посёлка Борисоглебский.

## История
В конце XIX — начале XX село входило в состав Березниковской волости Ростовского уезда Ярославской губернии. В 1885 году в селе было 12 дворов.
С 1929 года село входило в состав Щуровского сельсовета Борисоглебского района, с 2005 года — в составе Инальцинского сельского поселения.

## Население
| 1859 | 2007 | 2010 |
| ---- | ---- | ---- |
| 81   | ↘0   | →0   |

## Церковь Троицы Живоначальной
В селе расположена недействующая церковь Троицы Живоначальной.
Первая каменная одноглавая церковь с колокольней сооружена в 1757 году усердием прихожан и имела всего один престол — во имя Живоначальной Троицы. В 1896 году храм перестроили в русском стиле на средства крестьянина С. Е. Лебедева и др.